# Liste der Wappen in der Provinz Prato
Die Liste der Wappen in der Provinz Prato beinhaltet alle in der Wikipedia gelisteten Wappen der Orte in der Provinz Prato in der Region Toskana in Italien. In dieser Liste werden die Wappen mit dem Gemeindelink angezeigt. 

## Wappen der Provinz Prato

Provinz Prato
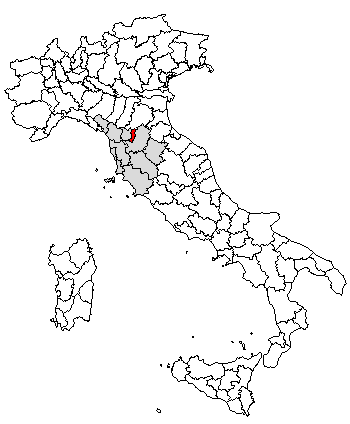
Lage der Provinz in Italien

## Wappen der Gemeinden der Provinz Prato

Cantagallo
Carmignano
Montemurlo
Poggio a Caiano
Prato
Vaiano
Vernio